# Институт экономики НАН Беларуси
Институт экономики Национальной академии наук Беларуси — ведущая научная организация в Республики Беларусь, занимающаяся разработкой проблем экономической теории, развития мировой экономики и практики хозяйствования в различных сферах и отраслях экономики.
Институт экономики Национальной академии наук Беларуси является ведущим исследовательским центром страны в области экономической науки. Более 90 лет Институт проводит фундаментальные и прикладные научные исследования по актуальным проблемам национальной и мировой экономики, выявляет принципиально новые пути научно-технического прогресса.
В настоящее время наиболее активно ведутся исследования в сферах экономической теории, внешнеэкономической деятельности, макроэкономики, инновационной деятельности, демографии.
Известные белорусские ученые-экономисты, внесшие значительный вклад в формирование экономической науки в Институте: академики  НАН Беларуси Г. М. Лыч, П. Г. Никитенко, члены-корреспонденты НАН Беларуси  Е. А. Дайнеко, З. М. Ильина, В. Ф. Медведев, доктора экономических наук, проф. В. И. Бельский, Т. С. Вертинская, В. Л. Гурский, А. И. Лученок, А. В. Марков, И. А. Михайлова-Станюта, Л. П. Падалко, С. Ю. Солодовников, В. С. Фатеев,  Л. П. Шахотько.
Институт активно работает в направлении разработки практических рекомендаций по социально-экономической политике для Правительства Республики Беларусь, выступает научным экспертом важнейших научных, научно-технических и народнохозяйственных программ, инновационных проектов, а также проектов нормативных правовых актов по экономике.

## Направления исследований
Основные направления научной деятельности Института экономики на 2022 год определены в соответствии со стратегическими приоритетами развития Республики Беларусь, определенными Национальной стратегией устойчивого социально-экономического развития Республики Беларусь на период до 2030 г., одобренной на заседании Президиума Совета Министров Республики Беларусь от 2 мая 2017 г. № 10, а именно:
1. качественное воспроизводство человеческого потенциала и эффективное его использование;
2. ускоренное развитие высокотехнологичных производств и услуг;
3. совершенствование институциональной среды и формирование благоприятной бизнес-среды;
4. рост экспортного использования имеющихся и потенциальных конкурентных преимуществ Республики Беларусь;
5. экологизация производства и обеспечение экологической безопасности.
В соответствии с указанными направлениями Институт экономики в 2021—2025 гг. проводит фундаментальные исследования в рамках Государственной программы научных исследований «Общество и гуманитарная безопасность белорусского государства» по следующим заданиям:
- теоретико-методологические основы и инструменты промышленной политики как механизма стимулирования инновационного и инвестиционного развития экономики Республики Беларусь в контексте обеспечения национальной экономической безопасности;
- позиционирование Республики Беларусь в глобальной экономике в аспекте обеспечения международной конкурентоспособности и экономической безопасности с учетом современных вызовов и угроз: теория, методология и практика;
- научные основы макроэкономического регулирования в контексте обеспечения экономической безопасности Республики Беларусь;
- научные основы развития человеческого капитала в контексте обеспечения социальной, демографической, экологической и экономической безопасности в Республике Беларусь;
- научные основы формирования благоприятной бизнес-среды Республики Беларусь в условиях цифровизации в контексте обеспечения экономической безопасности;
- методология, теория и механизмы развития сферы услуг в Республике Беларусь на основе информационно-коммуникационных технологий в контексте обеспечения экономической и социальной безопасности;
- научные основы совершенствования правового обеспечения экономической безопасности Республики Беларусь;
- теоретико-методологические основы формирования регулятивных и охранительных правовых механизмов использования новых технологий.

## История Института экономики
Институт экономики НАН Беларуси был основан в марте 1931 года в ведомстве Белорусской Академии наук. Создан институт был на базе кафедр кооперации, коллективизации и экономической географии БАН, а также Экономического института Госплана БССР и экономического отдела Института промышленности.
Целью создания академического экономического института являлась концентрация научных исследований для развития фундаментальной экономической науки в республике.
В 30-е годы институт принимал активное участие в разработке 2-го пятилетнего плана развития народного хозяйства БССР, изучению проблем «Большого Днепра», составлению Атласа БССР, изучению региональных особенностей экономики республики на уровне районов. В этот период научными исследованиями в Институте занимались: Т.Домбаль, С.Малинин, С.Маргелов, И.Петрович, Г.Поречин, Я. Раков, И. Равун, В. Сыцько. Вышли коллективные труды «Все районы БССР» и «Экономическая география БССР».
В 1937 г. институт был закрыт как вредительское научное учреждение.
После Великой Отечественной войны экономические исследования возобновились. В этот период основное внимание уделялось проблемам послевоенного восстановления народного хозяйства, размещению производительных сил и экономической географии Белорусской ССР. Вышла коллективная монография «Белорусская ССР. Очерки экономической географии» под редакцией Г. Ковалевского и Я. Ракова.
В 50-е — 70-е годы тематика научных исследований значительно расширилась. Наряду с разработками в области сельского хозяйства, где выделяются труды Ф. С. Мартинкевича, И. М. Качуро, В. Ф. Медведева, Л. П. Черныша, В. П. Большаковой, в Институте активно стали заниматься изучением экономических проблем других отраслей: (Я. Гольбин, Б. Пашкевич, В. Мухина), а также эффективностью капитальных вложений и новой техники (Н. Ведута). Существенный вклад Институт внёс в разработку методических рекомендаций в ходе хозяйственной реформы 1965 г. по переводу предприятий на новую систему планирования и экономического стимулирования (В. И. Клецкий, О. Н. Пашкевич, В. Я. Хрипач). Многие из рекомендаций этих учёных были одобрены директивными органами республики и использовались в народном хозяйстве. Большое внимание уделялось разработке теоретических проблем политэкономии социализма, изучению мировой экономики и истории развития народного хозяйства республики, использованию трудовых ресурсов (Г. Т. Ковалевский, Э. А. Лутохина, Н. В. Герасимов, В. И. Дриц, М. С. Кунявский, В. В. Шахотько).
В 80-е (до 1991 г.) Институт работал в основном в двух направлениях — совершенствование хозяйственного механизма на региональном уровне и разработка Комплексной программы НТП БССР на 20 лет (научный руководитель С. Г. Галуза). Исследовались проблемы капитальных вложений, экономики научных исследований и науковедения, развития социальной структуры, демографического развития, материалоёмкости, территориальные аспекты организации производства и региональные вопросы воспроизводства, ценообразования (Н. В. Герасимов, П. А. Капитула, В. И. Клецкий, Л. В. Козловская, И. А. Михайлова-Станюта, М. В. Никитенко, А. Д. Павлова, А. А. Раков, В. И. Тарасов, В. С. Фатеев, Л. П. Шахотько). Крупные исследования были проведены по изучению экономической истории Беларуси, которые охватили практически 100-летний её период (В. И. Дриц, З. И. Гиоргидзе, В. В. Болбас).
С приобретением республикой независимости (1991) и переходом экономики на рыночные отношения перед институтом встали новые задачи, связанные с проблемами выработки государственной модели экономического развития Республики Беларусь, реформирования собственности, формирования рынков труда и финансов. Были подготовлены национальные отчёты о человеческом развитии: «Беларусь — лицом к человеку» и «Беларусь — среда для человека». Эти работы были выполнены при поддержке Представительства ООН/ПРООН в РБ и получили высокую оценку в стране и за рубежом (Г. М. Лыч, И. М. Абрамов, А. П. Морова, В. В. Гаврилюк, И. А. Михайлова-Станюта, Л. П. Шахотько, А. И. Лученок, В. С. Фатеев, и др.).
К достижениям академической экономической науки того периода можно также отнести разработку «Национальной программы развития экспорта на 2000—2005 гг.» и «Национальной программы развития туризма Республики Беларусь на 2001—2005 гг.» (под руководством П. Г. Никитенко и В. Ф. Медведева). Внесён вклад в разработку «Национальной программы демографической безопасности на 2001—2010 гг.» и «Национальной программы демографической безопасности на 2011—2015 гг.».
На базе Института экономики НАН Беларуси создан научно-исследовательский центр перспективных научных исследований «Ведущая республиканская экономическая школа» (Постановление Бюро Президиума НАН Беларуси от 10 сентября 2015 г. № 385), который в 2020 году реорганизован в научно-исследовательский центр (кластер) «Белорусская экономическая школа» (далее - БЭШ). Совет БЭШ функционирует под председательством академика, доктора экономических наук, профессора, заслуженного деятеля науки Республики Беларусь, председателя Президиума Национальной академии наук Беларуси В. Г. Гусакова.  В рамках деятельности БЭШ осуществляется координация и проведение научными коллективами НАН Беларуси и учреждений высшего образования исследований по государственным программам; проводятся научные международные и республиканские мероприятия; выпускаются циклы монографий, посвященные актуальным проблемам социально-экономического развития и международного сотрудничества. Начиная с 2015 года под эгидой БЭШ проводится ежегодная Международная научно-практическая конференция «Стратегия развития экономики Беларуси: вызовы, инструменты реализации и перспективы», организуются круглые столы, выпускаются циклы монографий, посвященные актуальным проблемам социально-экономического развития и международного сотрудничества.

## Директора Института экономики
И. А. Петрович (1931—1932 гг.); Т. Ф. Домбаль (1932—1935 гг.); Я. Г. Раков (1935—1937 гг.); В. Н. Лубяко (1940—1946 гг.); С. Н. Малинин (1946—1947 гг.); И. М. Качуро (1947—1951 гг.); Г. Т. Ковалевский (1952—1964 гг.); Ф. С. Мартинкевич (1964—1980 гг.); и. о.директора В. И. Дриц (1980—1981 гг.); С. Г. Галуза (1981—1988 гг.); Г. М. Лыч (1988—1997 гг.); П. Г. Никитенко (1998—2010); и. о. директора А. В. Марков (2010—2011); А. Е. Дайнеко (2011—2016); В. И. Бельский (2016—2020); В. Л. Гурский (2020—2022);  Д. В. Муха (2022—наст.вр.).

## Основные научные публикации и аналитические материалы
Сотрудники Института экономики НАН Беларуси принимают активное участие в подготовке и издании монографий, учебников, сборников научных статей, статей в научных сборниках и журналах как в Республике Беларусь, так и за её пределами. Изданы следующие монографии и сборники:
- Всемирная торговая организация: механизмы функционирования и практика вступления / А. Е. Дайнеко, Г. В. Забавский, М. В. Василевская; под ред. А. Е. Дайнеко. — Минск: Дикта, 2006. — 408 с.
- Экономические факторы мирового развития / А. Е. Дайнеко, Г. В. Забавский, А. С. Малинин, П. В. Шведко; под ред. А. Е. Дайнеко. — Минск: Дикта, 2007. — 392 с.
- Шахотько Л. П. Модель демографического развития Республики Беларусь. — Минск: Беларус. навука, 2009. — 439 с.
- Дайнеко А. Е. Экономика Беларуси в интеграционных процессах Содружества независимых государств. — Горки: Белорусская гос. с.-х. академия, 2010. — 420 с.
- Никитенко П. Г., Солодовников С. Ю. Социодинамика Беларуси, России и Украины: политико-экономический аспект. — Минск: Беларус. навука, 2010. — 557 с.
- Никитенко П. Г. Социалистическое накопление и общественное воспроизводство (политико-экономические аспекты «краха СССР» и «социализма»). — Минск: Право и экономика, 2010. — 231 с.
- Факторы и перспективы посткризисных структурных трансформаций в белорусской экономике / С. Ю. Солодовников [и др.]. — Пинск: Полес. ГУ, 2010. — 220 с.
- Векторы внешнеэкономической деятельности / В. М. Руденков [и др.]. — Минск: Право и экономика, 2010. — 528 с.
- Почекина В. В., Супрунович Р. М. Модернизация рынка труда в условиях глобализации мировой экономики. — Минск: Право и экономика, 2010. — 312 с.
- Беларусь в интеграционных проектах / В. А. Бобков, И. Я. Левяш, А. К. Акулик, А. А. Володькин, Г. В. Вахтомов [и др.]. — Минск: Беларуская навука, 2010. — 331 с.
- Учение В. И. Вернадского о ноосфере и антикризисное социально-экономическое развитие Беларуси: Сб. матер. Междунар. науч.-практ. конф. 22-23 октября 2009 г., г. Минск / Ин-т экономики НАН Беларуси. — Минск: Право и экономика, 2010. — 688 с.
- Проблемы инновационного развития и креативная экономическая мысль на рубеже веков: Матер. Междунар. науч.-практ. конф. 25-26 марта 2010 г., г. Минск / А. К. Шторх, С. Ю. Витте, А. А. Богданов; Ин-т экономики НАН Беларуси. — Минск: Право и экономика, 2010. — 729 с.
- Дайнеко А. Е. Геоэкономические приоритеты Республики Беларусь. — Минск: Беларуская навука, 2011. — 364 с.
- Макроэкономические аспекты обеспечения сбалансированности национальной экономики / А. И. Лученок [и др.]. Под науч. ред. А. И. Лученка; Нац. акад. наук Беларуси, Ин-т экономики. — Минск : Беларуская навука, 2015. — 371 с.
- Государственное регулирование институционального развития экономики Беларуси / Т. В. Садовская и [др.] ; под науч. ред. Т. В. Садовской ; Нац. акад. наук Беларуси, Ин-т экономики. – Минск : Беларуская навука, 2017. – 299 с.
- Макроэкономическая эффективность привлечения прямых иностранных инвестиций в Республику Беларусь / Д. В. Муха. – Минск : Беларуская навука, 2017. – 260 с.
- Организационно-экономический механизм согласования промышленной политики государств – членов ЕАЭС / В. Л. Гурский. – Минск : Беларуская навука, 2019. – 321 с.
- Член-корреспондент В. Ф. Медведев / Нац. акад. наук Беларуси, Ин-т экономики ; сост.: И. А. Толстик  [и др.]. – Минск : Беларуская навука, 2019. – 121 с. : ил. – (Люди белорусской науки).
- Мировой опыт стимулирования инновационного развития экономики: механизмы, инструменты, перспективы адаптации для Республики Беларусь / Д. В. Муха [и др.]; под науч. ред. Д. В. Мухи; Ин-т экономики НАН Беларуси. – Минск: Беларуская навука, 2020. – 381 с. – (Белорусская экономическая школа).
- Институту экономики Национальной академии наук Беларуси – 90 лет : этапы становления и развития / В. Л. Гурский [и др.]; под науч. ред. В. Г. Гусакова. – Минск: Право и экономика, 2021. – 300 с.
- Демографический и трудовой потенциал сельской местности Республики Беларусь / А. Г. Боброва [и др.] ; Нац. акад. наук Беларуси, Ин-т экономики. – Минск : Беларуская навука, 2021. – 217 с.
- Модернизация белорусской промышленности в новых технологических и геоэкономических условиях / В. Л. Гурский [и др.] ; науч. ред. С. Ю. Солодовников ; Ин-т экономики НАН Беларуси. – Минск : Беларуская навука, 2021. – 728 с.
- Развитие сферы услуг Беларуси в контексте мировых трендов : научный доклад / Н.Н. Морозова [и др.]; науч. ред. Н.Н. Морозова; Ин-т экономики НАН Беларуси. – Минск : Право и экономика, 2022. – 68 с.
- Белорусская социально-экономическая модель: теория и практика / под науч. ред. В. Г. Гусакова ; Нац. акад. наук Беларуси, Ин-т экономики. – Минск : Беларуская навука, 2022. – 666 с. – (Белорусская экономическая школа).
- Механизмы инновационного развития экономики Республики Беларусь / Д. В. Муха [и др.]; науч. ред. Д. В. Муха; Ин-т экономики НАН Беларуси. – Минск: Беларуская навука, 2022. – 446 с. – (Белорусская экономическая школа).
- Правовое регулирование в сфере лицензирования: мировой и отечественный опыт / В. К. Ладутько [и др.] ; под ред. В. К. Ладутько ; Нац. акад. наук Беларуси, Ин-т экономики. – Минск : Беларуская навука, 2022. – 286 с.
- Стратегия развития внешнеэкономических связей Республики Беларусь в системе международной интеграции / Т. С. Вертинская [и др.] ; под ред. Т. С. Вертинской. – Минск : Беларуская навука, 2022. – 317 с.
- Сфера услуг в современной экономике: теория и мировой опыт / О. С. Булко [и др.] ; науч. ред.: О. С. Булко, Е. А. Милашевич ; Национальная академия наук Беларуси, Институт экономики. – Минск : Беларуская навука, 2022. – 237 с.
- Транспортно-логистический потенциал Беларуси в рамках инициативы «Пояс и путь»: риски и перспективы реализации / О. С. Булко [и др.] ; науч. ред. О. С. Булко ; Нац. акад. наук Беларуси, Ин-т экономики. – Минск : Беларуская навука, 2022. – 317 с.
- Аналитические материалы Института экономики НАН Беларуси